# میرآباد (روضه‌چای)
میرآباد، روستایی است از توابع بخش مرکزی شهرستان ارومیه و در شهرستان ارومیه استان آذربایجان غربی ایران.

## جمعیت
این روستا در دهستان روضه‌چای قرار داشته و بر اساس سرشماری سال ۱۳۸۵ جمعیت آن ۱۳۰ نفر (۲۵ خانوار)
بوده‌است.